# Bistum Cammin

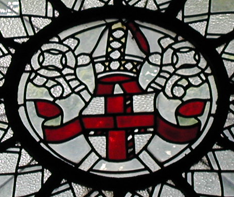
Wappen des Hochstifts Cammin

Das Bistum Cammin ist ein ehemaliges Bistum. Es bestand vom 12. bis zum 17. Jahrhundert auf dem Territorium Pommerns (Sitz: Cammin in Pommern).

## Geschichte

### 12. Jahrhundert

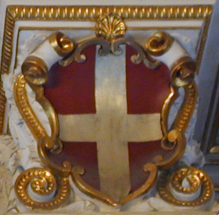
Wappen des Hochstifts Cammin

In den Jahren 1124 und 1128 hatte der Bischof Otto von Bamberg zwei Missionsreisen nach Pommern durchgeführt. Er leitete die von ihm gegründete pommersche Kirche und bemühte sich gleichzeitig beim Papst um die Einrichtung eines selbständigen Bistums in Pommern. Erst nach Ottos Tod 1139 erfolgte am 14. Oktober 1140 in Rom durch Papst Innozenz II. die Weihe des Kapellans Adalbert zum ersten pommerschen Bischof. Gleichzeitig wurde die St. Adalbertskirche in Wollin zum Bischofssitz bestimmt.
Die Oberhoheit über die neue Diözese beanspruchte sowohl das Erzbistum Magdeburg als auch das Erzbistum Gnesen. Innozenz II. umging weitere Streitigkeiten, indem er das neu gegründete Bistum direkt per Exemtion dem Heiligen Stuhl unterstellte. Die Ausdehnung der Diözese wurde nicht konkret festgelegt. Im Westen sollte es sich bis zur Burg Tribsees und im Osten bis zum Fluss Leba erstrecken. Es umfasste in etwa Pommern, aber ohne die Insel Rügen und das rügensche Festland, Teile Ostmecklenburgs, der Uckermark und der Neumark. Dem Bistum wurden Abgaben aus den pommerschen Burgbezirken zugesprochen. Ob zur Gründungszeit bereits Landbesitz gestiftet wurde, ist nicht bekannt.
Während des Wendenkreuzzugs 1147 soll Bischof Adalbert bei Stettin an den Verhandlungen teilgenommen haben, die schließlich zum Rückzug des Kreuzfahrerheeres führten. In den nächsten Jahrzehnten erfolgten Kriegszüge Heinrich des Löwen und der zeitweise mit ihm verbündeten Dänen gegen Pommern. Adalberts Nachfolger, Bischof Konrad I. von Salzwedel, verlegte den Bischofssitz zunächst, wohl Anfang der 1170er Jahre, für kurze Zeit an das Prämonstratenserstift Grobe und dann um 1175 nach Cammin. Am Camminer St. Johannis-Dom wurde ein Domkapitel gegründet. Durch Herzog Kasimir I. wurde das Christentum zur Staatsreligion erklärt. Der Papst erteilte dem Bistum Cammin die Erlaubnis, den Zehnt zu erheben. Nach dem Tod Konrad I. 1186 erhielt sein Nachfolger Bischof Siegfried I. vom Papst die Bestätigung der Verlegung der bischöflichen Residenz nach Cammin und die Anerkennung der Unabhängigkeit des Bistums.

### 13. Jahrhundert

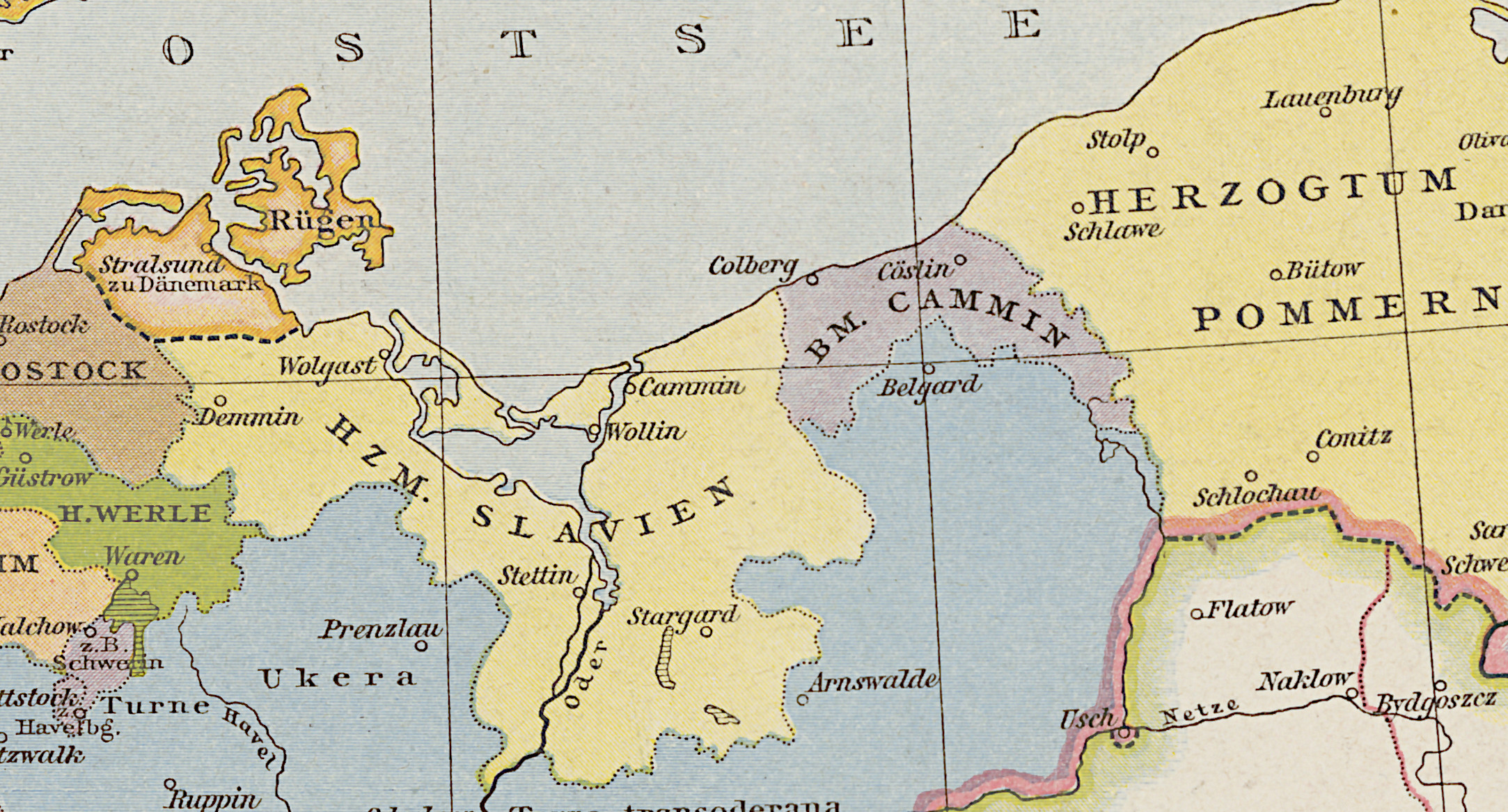
Hochstift Cammin um 1250

Anfang des 13. Jahrhunderts kam es zu Auseinandersetzungen zwischen Polen und Dänemark, dessen Lehnsträger die pommerschen Herzöge waren. Zum Schutz vor Übergriffen und vor der Übernahme durch das polnische Erzbistum Gnesen unterstellte Bischof Sigwin sein Bistum dem Erzbischof von Magdeburg. Später suchte er diese Suffraganstellung wieder zu beenden. Er ignorierte die 1216 an ihn ergangenen Anordnungen des Papstes Innozenz III., den gegenüber dem Erzbistum Magdeburg geleisteten Eid zu befolgen. Der folgende Papst Honorius III. bestätigte dem Bistum Cammin am 20. März 1217 alle Privilegien und behandelte dessen Bischof als unabhängigen Reichsfürsten. Gleichzeitig war es Sigwin gelungen, den Diözesebereich um Teile Zirzipaniens zu erweitern, die vorher dem Bistum Schwerin unterstellt waren. Zur Grenze der beiden Sprengel wurde der Ryck.
Um 1200 wurde an der Marienkirche in Kolberg ein zweites Domkapitel eingerichtet. Im Lauf des 13. Jahrhunderts konnten Gebiete um Kolberg und im 14. Jahrhundert um Bublitz erlangt werden. Dem Bischof Hermann von Gleichen gelang es in der zweiten Hälfte des 13. Jahrhunderts die Grundlagen des Bistums entscheidend zu festigen. Es gelang ihm, die territorialen Besitzungen seiner weltlichen Herrschaft in der Funktion als Fürstbischof zu einem geschlossenen Gebiet abzurunden. Seine selbständige Politik stand oft im Gegensatz zu den Interessen der pommerschen Landesfürsten.
Hermann von Gleichen förderte die planmäßige Ansiedlung deutscher Einwanderer in das relativ dünn besiedelte Territorium des Bistums, das durch dänische und polnische Kriege zusätzlich stark entvölkert war. Die durch die Siedler wachsenden Abgaben an das Bistum führten zu einem deutlichen Anstieg seiner Einkünfte. Bischof Hermann verlieh Kolberg 1255 das Stadtrecht. 1266 legten zwei deutsche Lokatoren in seinem Auftrag die spätere Stadt Köslin an. Die Siedlung Massow erhielt 1278 Magdeburger Recht. Aus seiner Heimat Thüringen kamen Angehörige von Adelsgeschlechtern wie Kirchberg, Kevernburg und aus dem Oberwesergebiet um die Grafschaft Everstein ins Bistum. 1274 belehnte er seinen Neffen Otto von Eberstein mit Naugard und 700 Hufen Land. Die Grafschaft Naugard wurde zu einer Unterherrschaft innerhalb des Bistums und existierte bis zum Aussterben des Geschlechtes 1663.

### 14. Jahrhundert

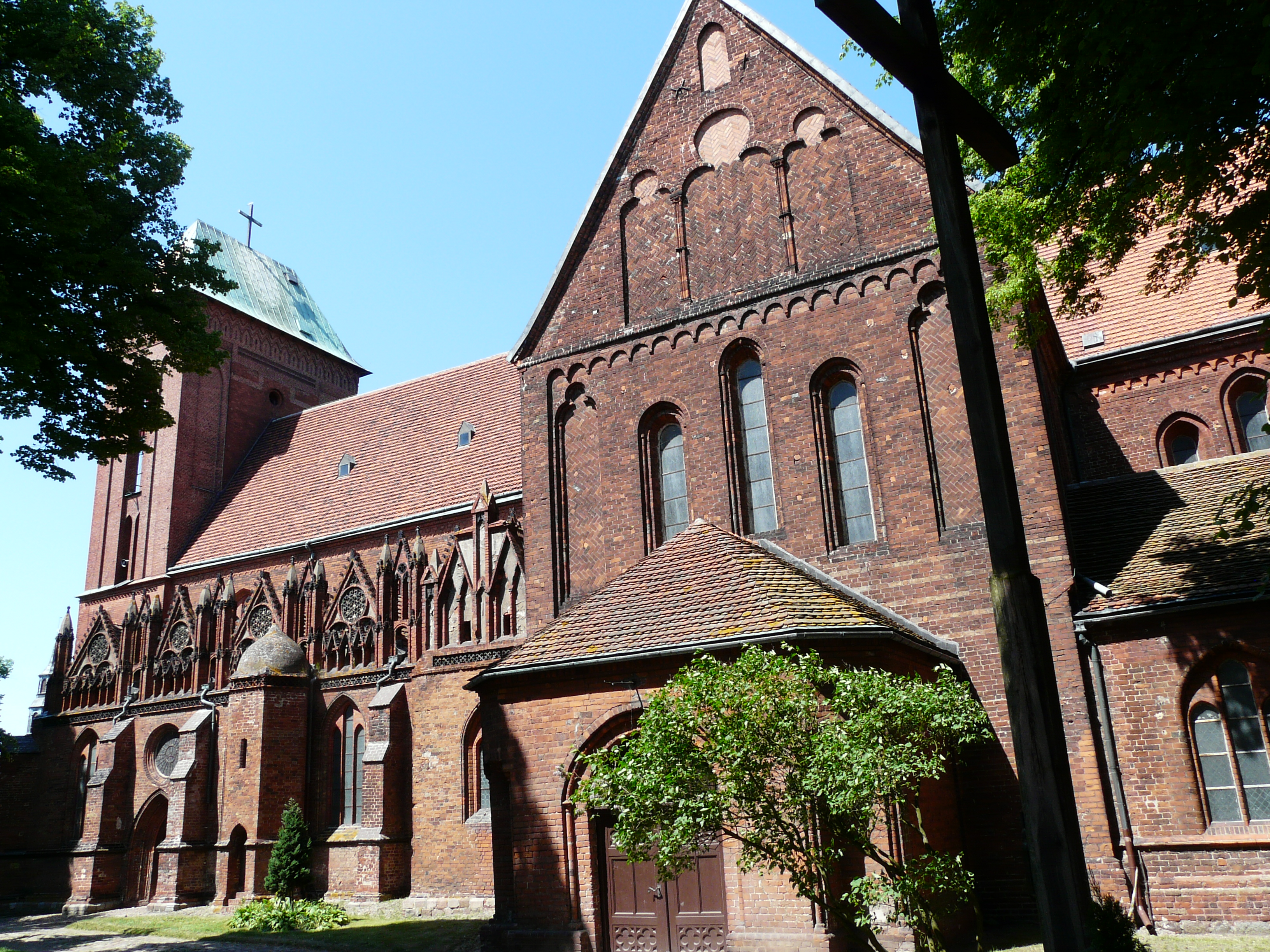
Camminer Dom St. Johannes, erbaut ca. 1180–1325

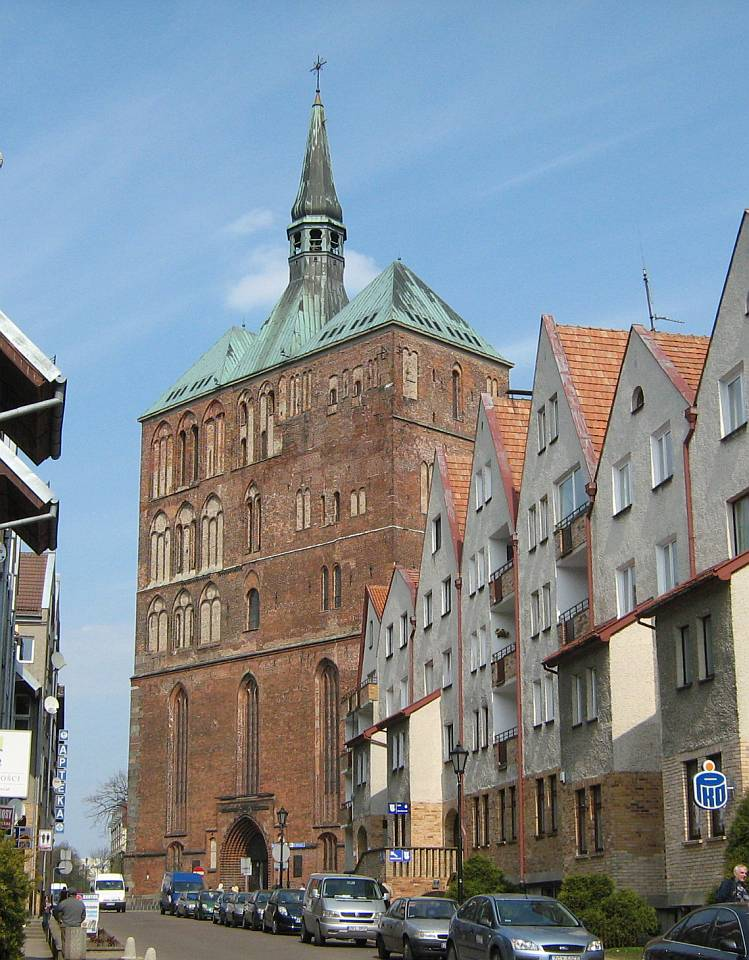
Kolberger Dom St. Marien, erbaut ca. 1300–1400

Der um 1300 zum Bischof gewählte Demminer Archidiakon Heinrich von Wacholz ordnete zu Beginn seines Episkopats die Verwaltung der Diözese neu. In einer Urkunde von 1303 bestimmte er Grenzen und Einkünfte der fünf Archidiakonate Cammin, Demmin, Usedom, Stettin und Stargard neu. Zu dieser Zeit wurde auch der Camminer Dom vollendet, das heute noch stehende Camminer Bischofshaus gebaut und die Kolberger Marienkirche begonnen. Im Jahr 1317 wurde Konrad IV., Dekan des Camminer Domkapitels, zum Bischof von Cammin gewählt und vom Papst in Avignon bestätigt. Er musste sich der erneuten Versuche des Erzbistums Gnesen erwehren, Cammin an dessen Metropolitanverband anzuschließen. Nach seiner Rückkehr aus Avignon suchten auch die pommerschen Herzöge engere Bindungen zum Bistum Cammin herzustellen. Am 16. August 1320 nahmen Wartislaw IV. von Pommern-Wolgast und Otto I. von Pommern-Stettin ihre gesamten Länder vom Camminer Bischof zum Lehen. Ihr Ziel war es, Pommern unter den Schutz der Kirche zu stellen und so ältere Ansprüche Brandenburgs auf die Lehenshoheit über das Herzogtum Pommern abzuwehren.
Nach dem Tode Bischof Konrads ernannte Papst Johannes XXII., der im Konflikt mit dem König Ludwig IV. aus dem Haus Wittelsbach lag, aufgrund seines päpstlichen Reservationsrechtes am 14. November 1324 den Dominikaner Arnold von Eltz aus dem moselländischen Adelsgeschlecht Eltz zum neuen Bischof von Cammin. Dies führte zu einem Zwiespalt innerhalb des Bistums. Den papsttreuen Domherren, die gemeinsam mit den pommerschen Herzögen, den wittelsbachischen Markgrafen Ludwig I. von Brandenburg bekämpften, stand innerhalb des Bistums eine brandenburgisch gesinnte Partei gegenüber. Diese bestand vor allem aus Angehörigen von Adelsgeschlechtern, die sowohl in Pommern als auch in der Mark ansässig waren. Sie wählten nacheinander zwei Gegenbischöfe. Arnold von Eltz kam 1327 in sein Bistum und ging mit kirchlichen Strafen gegen seine Gegner vor. Seine Absetzung durch den Gegenpapst Nikolaus V. am 27. Januar 1329, der Heinrich von Babenberg zum Bischof erklärte, blieb ohne Auswirkung.
Als Arnold von Eltz im Sommer 1330 starb, wurde der moderate Vizedominus Friedrich von Eickstedt vom Domkapitel gewählt und im September in Avignon zum Bischof geweiht. Es gelang ihm, die Streitigkeiten innerhalb des Stiftes weitgehend beizulegen. Diese hatten die Stabilität des Bistums beeinträchtigt, von Gnesen aus wurden neue Ansprüche gestellt. Problematisch wurden auch die verringerten Einnahmen des Stiftes. Zum Ende seiner Amtszeit machte er Johann von Sachsen-Lauenburg, einen Enkel Bogislaw IV., zum Koadjutor. Dieser wurde 1343 von Papst Klemens VI. zum Bischof geweiht. Johann wehrte erfolgreich die Ansprüche des Bistums Schwerin auf das Land Schwerin und des Bistums Gnesen auf die Unabhängigkeit Cammins ab. Mit einer Schrift des Stargarder Augustiners Angelus gelang es ihm, den Papst 1349 zu einer Bestätigung der Camminer Privilegien zu veranlassen. Der Versuch, die Reichsunmittelbarkeit zu erreichen, scheiterte unter anderem an der ablehnenden Haltung des Kaisers Karl IV. Nach einem erneuten Versuch wurde Johann von Cammin 1355 von Bogislaw V. zur Anerkennung der herzoglichen Schutzherrschaft sowie des Aufsichts- und Bestätigungsrechts bei allen Wahlen innerhalb des Bistums gezwungen.
In den 1370er Jahren kam es zwischen Pommern und Brandenburg zu Auseinandersetzungen um die Uckermark. Philipp von Rehberg, 1370 mit Einverständnis der pommerschen Herzöge zum Bischof von Cammin gewählt, ergriff die Partei Brandenburgs. 1373 schloss Pommern mit Brandenburg Frieden. Die pommerschen Herzöge und der Bischof schlossen sich am 17. Mai 1373 in Kaseburg zur Wahrung ihrer Interessen und des gemeinsamen Besitzes zusammen. Im gleichen Zeitraum kam es zu Fehden der adligen Familien Schöning und Köller gegen das Camminer Domkapitel. Die zahlreichen Streitigkeiten und ein langwieriger Prozess mit dem Bistum Gnesen erschöpften beinahe die Finanzen des Stiftes. Wegen der Verschuldung des Bistums musste das Schloss Gülzow an die Gläubiger abgetreten werden. Nach dem Tod des Bischofs Johannes II. Wilcken 1385 verlegten die Bischöfe ihre Residenz von Cammin nach Körlin, wo sie eine Burg errichteten.
1385 wählte das Domkapitel den Herzog Bogislaw VIII. zum neuen Bischof. Jedoch ernannte Papst Urban VI., auf Wunsch König Wenzels, Johannes Brunonis, bisher Propst von Lebus und Kanzler Wenzels, zum Bischof. Wenzel belehnte Johannes Brunonis mit dem Bistum und nahm es so für das Reich selbst in Anspruch. Um eine Separierung des Bistums vom Herzogtum Pommern zu verhindern, verzichtete Bogislaw VIII. auf den Bischofstitel und wurde stattdessen durch einen Vertrag mit dem Camminer Domkapitel zum Schirmvogt und Vorsteher des Stiftes bestimmt. Johannes Brunonis hielt sich nur kurze Zeit in seiner Diözese auf und überließ die Geschäfte weitgehend seinen Vikaren und dem herzoglichen Verwalter.
In dieser Zeit siedelten sich in Pommern und auch innerhalb des Bistums Waldenser an. Der Inquisitor Petrus Zwicker kam deshalb 1393 nach Stettin und führte Untersuchungen durch. Johannes Brunonis verzichtete 1394 auf sein Bischofsamt. Papst Bonifatius IX. versetzte daraufhin Johann von Oppeln aus dem Bistum Gnesen, wo dieser sich nicht hatte durchsetzen können, als neuen Bischof nach Cammin. Bogislaw VIII. legte die weltliche Leitung nieder, behielt aber mehrere von ihm eingelöste Schlösser. Wegen der dürftigen Verhältnisse im Bistum ließ Johann von Oppeln sich 1398 nach Kulm versetzen. Sein Nachfolger wurde der bisherige Kulmer Bischof Nikolaus von Schippenbeil.

### 15. Jahrhundert

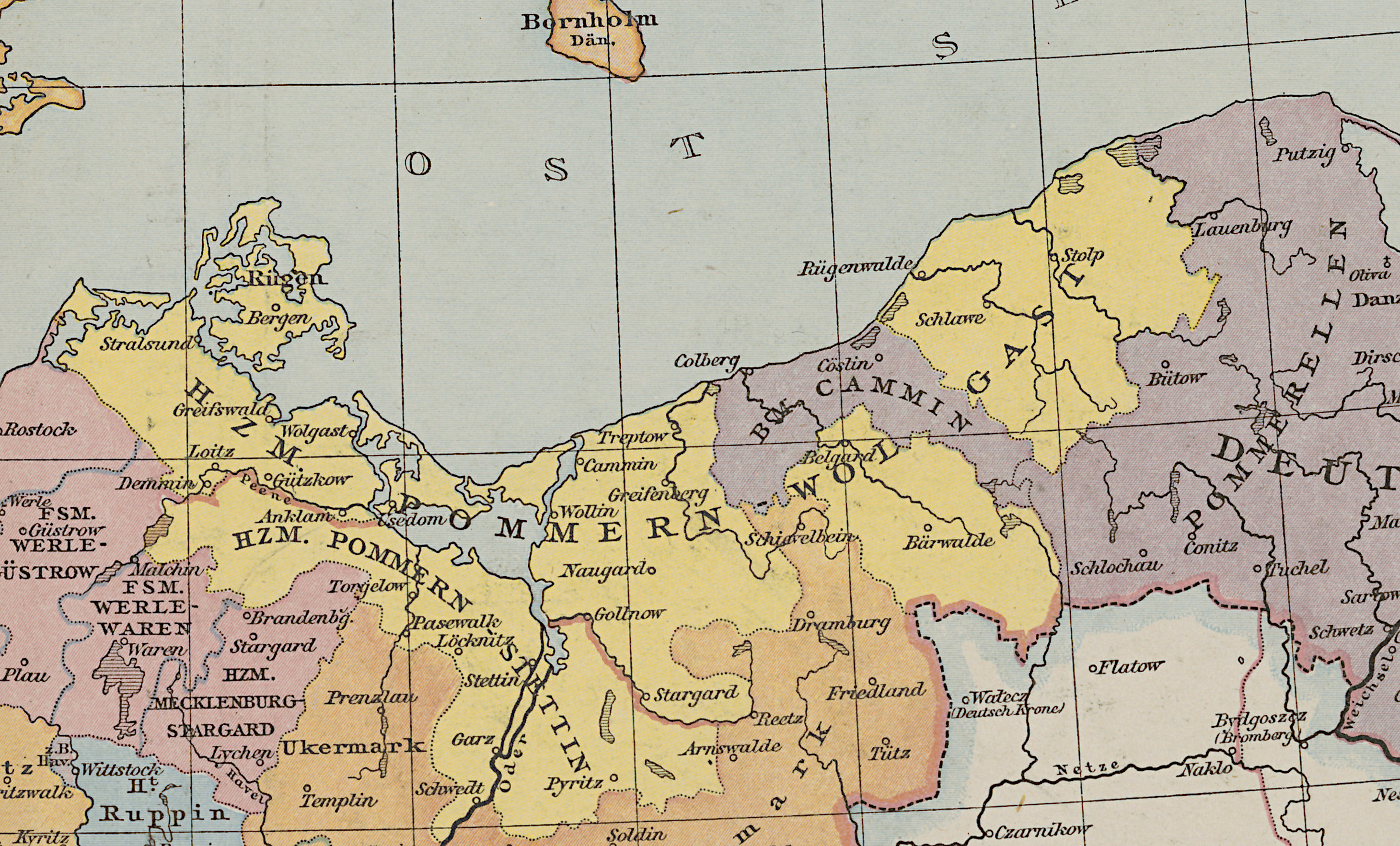
Hochstift Cammin um 1400

Bischof Nikolaus stieß im Stift auf heftigen Widerstand, als er von Bogislaw VIII. die von diesem einbehaltenen Schlösser Massow, Gülzow und Arnhausen verlangte und diesen sogar exkommunizierte. Bei den darauf einsetzenden Fehden stellte sich auch die Stadt Kolberg gegen den Bischof. 1410 enthob Papst Alexander V. den Bischof, der zu den Anhängern der Gegenpapstes Gregor XII. gehörte, seines Amtes und ersetzte ihn durch Magnus von Sachsen-Lauenburg. Dieser ließ die Amtsgeschäfte überwiegend von Weihbischöfen und Generalvikaren ausführen. Unter diesen tat sich besonders Konrad Bonow hervor, der 1413 ein Bündnis mit dem Deutschen Orden einging. Magnus wurde am 26. Mai 1417 nach dem Ende des päpstlichen Schismas in Konstanz durch Papst Martin V. bestätigt und geweiht. Die gleichzeitige Belehnung mit dem Bistum erfolgte im Beisein und ohne Einspruch des Herzogs Wartislaw IX.
Während Bischof Magnus in Konstanz eine Fortsetzung des Prozesses gegen Bogislaw VIII. anstrebte, starb dieser Anfang 1418, ohne die geforderten Schlösser herausgegeben zu haben. Im neu eingeleiteten Verfahren wurden daher dessen Witwe Sophia und ihr noch unmündiger Sohn Bogislaw IX. mit dem Kirchenbann belegt, was jedoch keine Änderung in deren Haltung bewirkte. Gleichzeitig erstarkten die Stände innerhalb des Stiftes, insbesondere die Städte Kolberg und Köslin, was zu einer Einschränkung der landesherrlichen Macht des Bischofs führte. Die Streitigkeiten um die Schlösser setzten sich noch bis in die 1430er Jahre fort. Erst nachdem Herzog Bogislaw IX. und seine Mutter 1434 von Kaiser Sigismund mit der Reichsacht belegt wurden, kam es 1436 zu einem Ausgleich. Dieser verlief im Wesentlichen zugunsten des Herzogs, vor allem weil es dem Bistum dadurch nicht gelang, sich von Pommern zu lösen.
Mit Kolberg kam es zu heftigem Streit wegen der Ansprüche, die der Bischof Siegfried II. von Bock auf den Hafen und die Saline der Stadt erhob. Das Domkapitel und die Geistlichen sahen sich gezwungen, die Stadt zu verlassen. Nachdem es der Stadt zweimal gelungen war, die Angriffe durch Herzog Bogislaw IX. als Schirmherrn des Stiftes abzuwehren, kam es 1445 durch Vermittlung der Hansestädte zu einem Friedensschluss. Der 1446 auf Siegfried II. folgende Bischof Henning Iven bekam erst die Anerkennung Kolbergs, als er 1449 die Rechte der Landstände erheblich erweiterte. Trotzdem brach bald darauf der Konflikt von neuem aus. Kolberg verbündete sich mit dem dänischen König. Kolberger Truppen zerstörten die Camminer Domhöfe und weitere Dörfer des Kapitels. Die Zuspitzung der Lage erreichte ihren Höhepunkt, als 1462 der Ritter Dinnies von der Osten mit einem großen Truppenaufgebot die Stadt angriff, aber mit schweren Verlusten zurückgeschlagen wurde. Der Ausgleich der Stadt mit den geistlichen und weltlichen Landesherren kam erst in den Jahren 1466 bis 1468 zustande. 1468 starb Bischof Henning Iven, der 1456 die Universität Greifswald mit gegründet und sie finanziell ausgestattet hatte, indem er ein nur mit Universitätsprofessoren zu besetzendes Domstift an der Greifswalder Nikolaikirche einrichtete.
Als Herzog Bogislaw X. in den 1470er Jahren Krieg mit Brandenburg führte, stellte sich der das Bistum als Postulat führende Ludwig von Eberstein auf die brandenburgische Seite. Er führte offene Feindseligkeiten gegen den Herzog und verhandelte mit Brandenburg darüber, sich mit dem Stift den Markgrafen zu unterwerfen. 1479 kam der Italiener Marinus Freganus, der als Ablasshändler in Nordeuropa bekannt war und wahrscheinlich auf Veranlassung durch Bogislaw X. von Papst Sixtus IV. ernannt wurde, als neuer Bischof nach Pommern. Ludwig von Eberstein wurde mit dem Schloss Gülzow abgefunden. Der Vertrag von 1436 wurde erneuert, so dass das Bistum wieder eng mit dem Herzogtum verbunden wurde. Als Bischof Marinus jedoch eine Besteuerung der Geistlichkeit forderte, um die Verwaltungskosten des Stiftes zu decken, stieß er beim Camminer Domkapitel auf erheblichen Widerstand. 1481 suspendierte ihn das Domkapitel von seinem Amt, nachdem es bereits eine Berufungsschrift mit Klagen an den Papst gesandt hatte.
Sein Nachfolger, der Kuriendiplomat Angelus Geraldini, kam nie in sein neues Bistum. 1486 übernahm Benedikt von Waldstein das Bischofsamt. Dieser war 1492 am Sternberger Hostienschänderprozess beteiligt, in dessen Ergebnis 27 Juden auf dem Scheiterhaufen verbrannt worden waren und alle übrigen Mecklenburg verlassen mussten. Bogislaw X., der bei einer Audienz beim Papst in Rom das Recht erhalten hatte, die Propststellen in den Kapiteln seines Landes zu besetzen, konnte zum Ende des 15. Jahrhunderts seinen Einfluss auf das Bistum weiter vergrößern. 1498 wurde schließlich Martin Karith, der auch schon in Diensten des Herzogs gestanden hatte, zum Bischof ernannt.

### 16. Jahrhundert
Bischof Martin wirkte auch nach seiner Ernennung weiter als herzoglicher Rat. Ab 1500 gab das Bistum die ersten gedruckten Kirchenverordnungen und liturgische Texte heraus. In den Synodalstatuten wurden Verbote gegen sittliche Verirrungen des Klerus erlassen.
Von brandenburgischer Seite versuchte man, Einfluss auf das Stift zu nehmen, indem man ihm in den 1510er Jahren den Grafen Wolfgang von Eberstein als Koadjutor empfahl. Als dieser 1518 die päpstliche Bestätigung erhielt, führte das zu Protesten des Herzogs, des Domkapitels und der Geistlichkeit der Diözese. Ohne Rücksicht auf die Kosten wurde daher von pommerscher Seite in Rom für den bisherigen Archidiakon von Pasewalk Erasmus von Manteuffel-Arnhausen geworben, der schließlich nach Martins Tod 1521 zum Bischof geweiht wurde.
Noch als Koadjutor schritt Erasmus 1521 gegen die vom Kloster Belbuck ausgehende Verbreitung der lutherischen Lehre ein. Dies geschah im Einverständnis mit Herzog Bogislaw X., der selbst beim Erlass des Wormser Edikts anwesend war. In den folgenden Jahren setzte sich die evangelische Lehre in Pommern immer mehr durch. Auch in den Städten Kolberg und Köslin im Stiftsgebiet wurde sie von der Mehrzahl der Bürger angenommen, ohne dass dem Bischof ein Eingreifen möglich gewesen wäre. Landesweit wurden immer mehr evangelische Prediger angestellt. Das Camminer Domkapitel ermahnte den 1533 zum Prediger in Cammin berufenen Johann Westfal, die Schriften Luthers ausschließlich zur Vermeidung der falschen Lehren zu lesen. Bischof Erasmus zeigte wenig Aktivitäten für die Erhaltung und den Schutz der katholischen Kirche. Einer von den Herzögen Barnim IX. und Philipp I. geforderten Umgestaltung des Kirchenwesens stand er zunächst eher abwartend gegenüber. Auf dem Landtag in Treptow an der Rega 1534 lehnte er jedoch den von Johannes Bugenhagen verfassten Entwurf einer neuen Landeskirchenordnung strikt ab und handelte sich eine Bedenkzeit aus. Die Kirchenordnung wurde schließlich ohne weitere Rücksichtnahme auf ihn durch die Herzöge verabschiedet und damit die Reformation in Pommern eingeführt.
Gegen die neue Kirchenordnung regte sich Widerstand bei den Ständen innerhalb des Bistums und beim pommerschen Adel. Erasmus sah dadurch seine Position gestärkt und lehnte 1535 die Anerkennung der neuen Ordnung unter Hinweis auf den Kaiser und das Reich ab. Der Bischof machte schließlich seine Pläne öffentlich, für das Bistum Cammin die Reichsunmittelbarkeit und damit die vollständige Unabhängigkeit vom Herzogtum Pommern zu erreichen. Dieses Vorhaben, für das er auch die Unterstützung der Stadt Kolberg hatte, traf auf heftigen Widerstand der Herzöge. Sie forderten in der Landesteilung von 1541 den Verzicht auf die Reichsunmittelbarkeit und verlangten für sich das Recht zur Besetzung aller maßgeblichen Stellen des Bistums bis hin zum Nominationsrecht für das Bischofsamt. Erasmus lehnte nach längerer Bedenkzeit entschieden ab, musste aber erleben, wie zahlreiche Veränderungen an ihm vorbei durchgeführt wurden. Darunter fiel auch die Einigung zwischen Pommern und Brandenburg über die dem Bistum Cammin unterstellten Gebiete in der Neumark.
Nach dem Tod des letzten vorreformatorischen Bischofs Erasmus von Manteuffel-Arnhausen im Jahre 1544 kam es zwischen den Herzögen zum Streit um die Neubesetzung der Bischofsstelle. Schließlich einigten sie sich auf Johannes Bugenhagen, der zunächst hohe Forderungen stellte, schließlich aber absagte, obwohl er bereits gewählt worden war. Am 4. Mai 1545 wurde der Stettiner Kanzler Bartholomäus Suawe erster evangelischer Bischof unter der Hoheit der pommerschen Herzöge. Ein in Köslin geschlossener Vertrag regelte das Verhältnis zwischen Bistum und Landesherren endgültig. Die Stiftstände, insbesondere Kolberg, setzten dieser Einigung wie auch dem neuen Bischof erheblichen Widerstand entgegen. Es gelang der Stadt Kolberg, am 5. Januar 1548 ein kaiserliches Mandat ausfertigen zu lassen, in dem der Kösliner Vertrag für nichtig erklärt und die Bewohner des Stiftes aufgefordert wurden, dem Kaiser zu huldigen. Eine Beschwerde der Herzöge wurde an das Reichskammergericht verwiesen. Nach dem Rücktritt Suawes einigten sich die Herzöge mit den Stiftständen auf Veränderungen des Kösliner Vertrages. Anschließend wurde Martin Weiher zum neuen Bischof gewählt. Auch vor dem Reichskammergericht wurde eine Einigung gegen Geldzahlung erreicht.

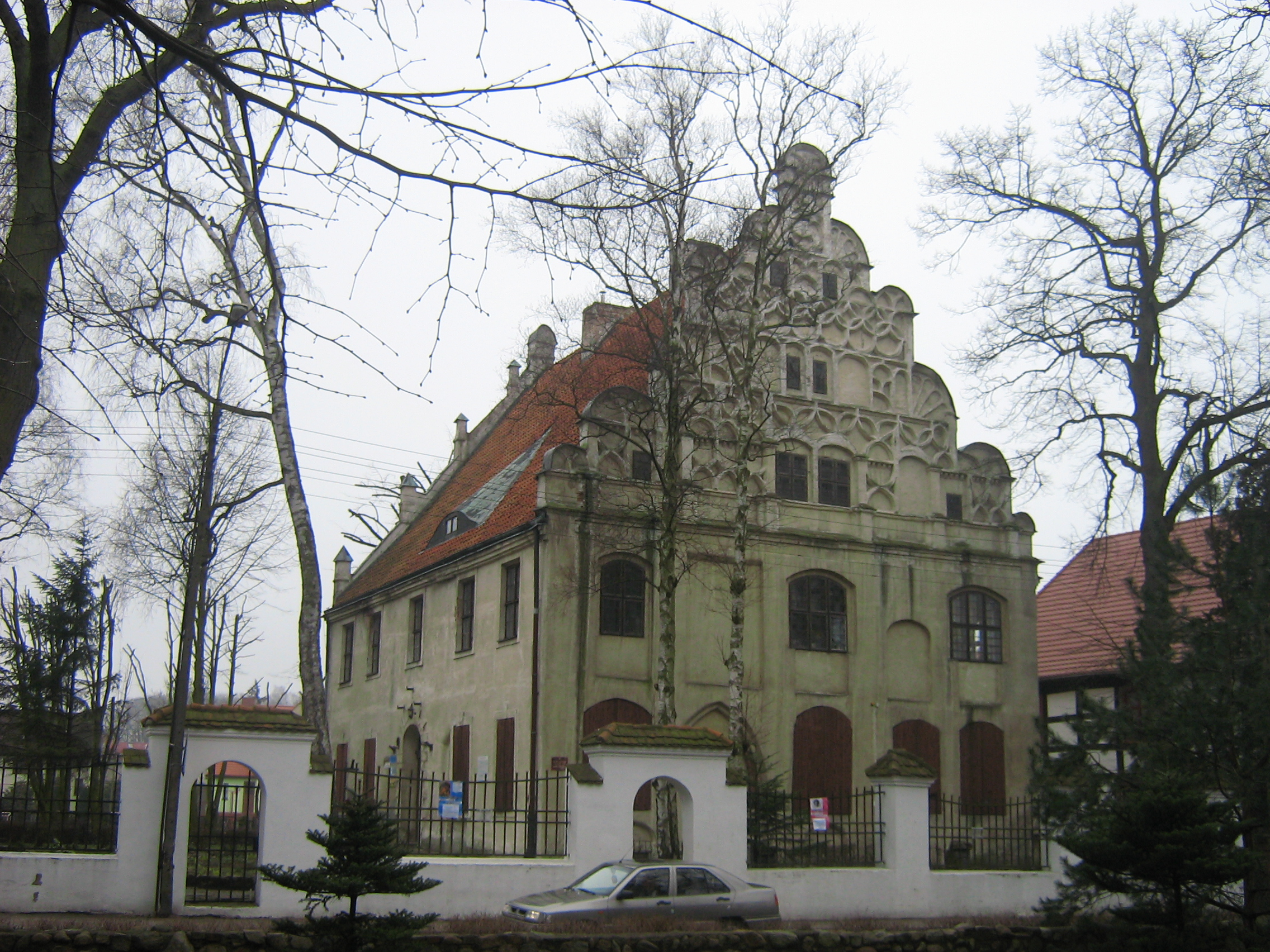
Bischofshaus in Cammin, erbaut um 1300, 1568 im Renaissancestil umgebaut, heute historisches Museum

Auch Martin Weiher, der sich sein Bischofsamt von Papst Julius III. bestätigen ließ, zeigte Ambitionen, die Reichsunmittelbarkeit seines Stiftes zu erlangen. Die Herzöge unterbanden durch tatkräftiges Auftreten weitere Versuche in diese Richtung. Nach dem Tod Weihers 1556 wurde der 14-jährige Herzog Johann Friedrich zum Bischof gewählt. Damit war das Bistum vollständig in Händen des Greifenhauses. Von 1560 bis 1562 wurde eine Visitation des Bistums durchgeführt und damit begonnen, Verwaltung und Statuten des Stiftes zu reformieren. Als Johann Friedrich 1567 die Regierung in Pommern-Wolgast übernahm, behielt er seine Position als Titularbischof im Camminer Stift, da er dort ohne Mitbestimmung seiner Brüder Entscheidungen treffen konnte. Johann Friedrich ließ 1568 das Bischofshaus in Cammin umbauen und von 1569 bis 1574 ein Renaissance-Schloss in Köslin errichten, an der Stelle des abgetragenen Zisterzienserinnenklosters, in dem dann bis 1622 die Herzöge von Pommern-Stettin als Bischöfe von Cammin residierten; das Schloss brannte während des Stadtbrands 1718 nieder und wurde nicht wieder aufgebaut, jedoch steht noch die alte Kloster- und spätere Schlosskirche. Auch die alte Körliner Bischofsburg wurde in ein Schloss im Renaissancestil umgebaut; sie wurde während des Siebenjährigen Krieges zerstört. Im Erbvertrag von Jasenitz wurde 1569 vereinbart, dass künftig der jüngste Bruder Johann Friedrichs, Kasimir VI. (IX.) das Bistum übernehmen sollte. Dieser wurde 1574 im Alter von 17 Jahren durch Johann Friedrich als neuer Bischof bestätigt. Kasimir, der oft mit Kolberg in Streit geriet, regierte bis 1602 das Bistum.

### 17. Jahrhundert
Auf Kasimir folgten die Herzöge Franz (bis 1618), Ulrich (bis 1622) und Bogislaw XIV. (bis 1637). Nach dem Dreißigjährigen Krieg wurde das Hochstift säkularisiert und kam aufgrund des Westfälischen Friedens (Vertrag von Osnabrück) als Fürstentum Cammin gemeinsam mit dem übrigen Hinterpommern an Brandenburg-Preußen. Gegen eine Abfindung verzichtete 1650 der letzte Bischof von Cammin, Herzog Ernst Bogislaw von Croy, zugunsten des Kurfürsten Friedrich Wilhelm von Brandenburg auf seine Rechte am Hochstift. Unter preußischer Herrschaft bildete das Gebiet des Fürstentums Cammin bis 1872 den Kreis Fürstenthum.

### Monographien und Abhandlungen
- Martin Wehrmann: Camin und Gnesen. In: Zeitschrift der Historischen Gesellschaft für die Provinz Posen. Elfter Jahrgang, Posen 1896, S. 138–156 (Volltext in der Google-Buchsuche).
- Wilhelm Wiesener: Die Grenzen des Bisthumes Kammin. In: Baltische Studien. B and 43, 1893, S. 117–127 (Volltext in der Google-Buchsuche).
- Fritz Schillmann: Beiträge zum Urkundenwesen der älteren Bischöfe von Cammin (1158–1343). Marburg 1907, urn:nbn:de:gbv:9-g-5275162.
- Martin Wehrmann: Geschichte von Pommern. 2. Auflage in 2 Bänden. Friedrich Andreas Perthes, Gotha 1919 und 1921. (Nachdruck: Weltbild Verlag, Augsburg 1992, ISBN 3-89350-112-6).
- Friedrich Wilhelm Ebeling: Die deutschen Bischöfe bis zum Ende des sechzehnten Jahrhunderts – Biographisch, literarisch, historisch und kirchenstatistisch dargestellt. 1. Band, Leipzig 1858, S. 123–135 (Volltext in der Google-Buchsuche).
- Hellmuth Heyden: Kirchengeschichte Pommerns. Bd. 1: Von den Anfängen des Christentums bis zur Reformationszeit. R. Müller, Köln-Braunsfeld, 2., überarbeitete Aufl. 1957.
- August B. Michaelis, Julius Wilhelm Hamberger: Einleitung zu einer vollständigen Geschichte der Kur- und Fürstlichen Häuser in Deutschland. Band 1, Lemgo 1759, S. 388–390 (Volltext in der Google-Buchsuche).
- Diplomatische Beiträge zur Geschichte Pommerns aus der Zeit Bogislaws X. (Robert Klempin, Hrsg.). Berlin 1859, S. 1–472 (Volltext in der Google-Buchsuche).
- Haik Thomas Porada: Cammin (Hochstift). In: Online-Lexikon zur Kultur und Geschichte der Deutschen im östlichen Europa. - Oldenburg 2014.
- Fritz Curschmann: Die Landesteilung Pommerns im Mittelalter und die Verwaltungseinteilung der Neuzeit, in: Pommersche Jahrbücher (Rügisch-Pommerscher Geschichtsverein, Hrsg.), Band 12, Greifswald 1911, S. 159–337, insbesondere S. 248–253 (Google Books).